# Bram Nauta
Bram Nauta (Hengelo, 1964) is hoogleraar aan de Universiteit Twente en ontwerper van de naar hem benoemde Nauta-schakeling.

## Biografie
Nauta ontdekte zijn belangstelling voor elektronica al op jonge leeftijd door samen met een bevriende klasgenoot op elfjarige leeftijd een zendertje na te bouwen. Daarmee kon hij uitzenden op de FM-omroepband. Hierna wilde hij iets met elektronica gaan doen, maar in plaats van na het afronden van de mavo naar de MTS te gaan, vonden onder anderen zijn ouders het een beter idee om eerst de havo te gaan doen. Daarna stroomde hij door naar het vwo. Na het behalen van zijn vwo-diploma studeerde Nauta elektrotechniek aan de Universiteit Twente. Vier jaar later, na het behalen van zijn MSc (cum laude) in 1987, besloot hij te promoveren op het gebied van CMOS-filters voor VHF.
Tegenwoordig is Nauta hoogleraar Integrated Circuit Design aan de Universiteit Twente. Samen met zijn team van studenten en collega's werkt hij aan nieuwe technische uitdagingen op het vlak van draadloze communicatie. Zo gaan mobieltjes dankzij zijn ontwerpen zuiniger met energie om, neemt de snelheid van datatransport toe en is het signaal beter.
In 2014 kreeg Nauta de eretitel Simon Stevin Meester, en in 2023 ontving hij voor zijn werk de Stevinpremie van de Nederlandse Organisatie voor Wetenschappelijk Onderzoek.

## Nauta-schakeling
De Nauta-schakeling is een door Bram Nauta ontworpen elektronische schakeling, voornamelijk bestaande uit inverters. De schakeling functioneert als een filter en was destijds ordes van grootte sneller dan wat tot dan toe op de markt was. Hierdoor is zijn schakeling veelvuldig in de telecomindustrie gebruikt.
Daarnaast heeft Nauta met zijn onderzoeksgroep aan de Universiteit Twente belangrijke bijdragen geleverd aan thermische ruisonderdrukking, waardoor compacte circuits op een chip draadloze communicatiesystemen kunnen versterken en intrinsieke ruis laten uitdoven. Deze innovaties hebben geleid tot doorbraken in de ontwikkeling van ultra-low-power chips, die gebruikt worden in talloze toepassingen, waaronder het 'Internet der dingen' en communicatie zoals 5G en 6G.